# Festuca porcii
Festuca porcii är en gräsart som beskrevs av Eduard Hackel. Festuca porcii ingår i släktet svinglar, och familjen gräs. Inga underarter finns listade i Catalogue of Life.